# Сосин, Павел Евграфович
Па́вел Евгра́фович Со́син (1895—1969) — советский миколог, доктор биологических наук (1953).

## Биография
Родился в Санкт-Петербурге в 1895 году в семье служащего. Учился в сельскохозяйственном училище в Саратовской губернии, в 1918 году — в Московском сельскохозяйственном институте. Работал Павел Евграфович агрономом Старицкого уездного земства Тверской губернии, затем — в Одесской губернии, преподавал в Чистополе в сельскохозяйственном и педагогическом техникумах. В 1921 году вернулся в Одессу, окончил Одесский сельскохозяйственный институт.
В 1928—1929 годах Сосин работал в Винницком окружном колхозном союзе, с 1930 года преподавал в советской партийной школе и Винницком педагогическом институте, став заведующим кафедрой. С 1935 года заведовал кафедрой Херсонского сельскохозяйственного и педагогического института.
В 1937 году Павел Евграфович защитил диссертацию кандидата биологических наук. С 1938 года был завкафедрой ботаники Полтавского педагогического института. В годы Великой Отечественной войны в эвакуации работал на Степановской машинно-тракторной станции в Николаевском районе Сталинградской области, в 1944 году вернулся в Полтаву.
Павел Евграфович Сосин занимался изучением съедобных и ядовитых грибов и грибных отравлений, а также группой гастеромицетов. В 1953 году в Ботаническом институте АН СССР защитил диссертацию на соискание степени доктора наук, посвящённую гастеромицетам Украины. Также он подготовил определитель гастеромицетов СССР, опубликованный уже после его смерти, в 1973 году. С 1956 года П. Е. Сосин был членом Всесоюзного ботанического общества.
Скончался в 1969 году.
С 12 января 1918 года был женат на Анне Васильевне Сельчук (1894—?).

## Некоторые научные работы
- Сосин П. Е. Определитель гастеромицетов СССР /  отв. ред. Л. Н. Васильева и Э. Х. Пармасто. — Л.: Наука, 1973. — 162 с.